# Nina Otkalenko
Nina Grigoryevna Otkalenko (russe : Нина Григорьевна Откаленко), née le 23 mai 1928 à Koursk, et morte le 13 mai 2015, est une athlète russe spécialiste du 800 mètres.

## Biographie
Concourant sous les couleurs de l'URSS dans les années 1950, Nina Otkalenko domine la discipline durant près d'une décennie. Elle établit cinq records du monde consécutifs du 800 mètres entre 1951 et 1955. Son dernier record du monde de 2 min 5 s 0, établi le 24 septembre 1955 à Zagreb, ne sera amélioré qu'en 1960 par sa compatriote Lyudmila Shevtsova.
Ne pouvant disputer les Jeux olympiques depuis le retrait du programme de l'épreuve du 800 mètres en 1928, Nina Otkalenko s'illustre néanmoins lors d'une compétition internationale majeure en remportant la médaille d'or des Championnats d'Europe de 1954 de Berne. Elle s'impose en 2 min 8 s 8 devant la Britannique Diane Leather.
Nina Otkalenko est décédé à Moscou après une longue maladie, elle est inhumée au cimetière Chtcherbinskoïe dans l'Oblast de Moscou.

## Palmarès
| Date | Compétition           | Lieu  | Place | Marque      |
| ---- | --------------------- | ----- | ----- | ----------- |
| 1954 | Championnats d'Europe | Berne | 1re   | 2 min 8 s 8 |

### Autres résultats
- Cross de L'Humanité : 1re en 1954, 1956, 1957, 1960 et 1961.

## Records du monde
- 2 min 12 s 0 le 26 août 1951 à Minsk
- 2 min 8 s 5 le 15 juin 1952 à Kiev
- 2 min 7 s 3 le 27 août 1953 à Moscou
- 2 min 6 s 6 le 16 septembre 1954 à Kiev
- 2 min 5 s 0 le 24 septembre 1955 à Zagreb